# A Vitória de Wellington

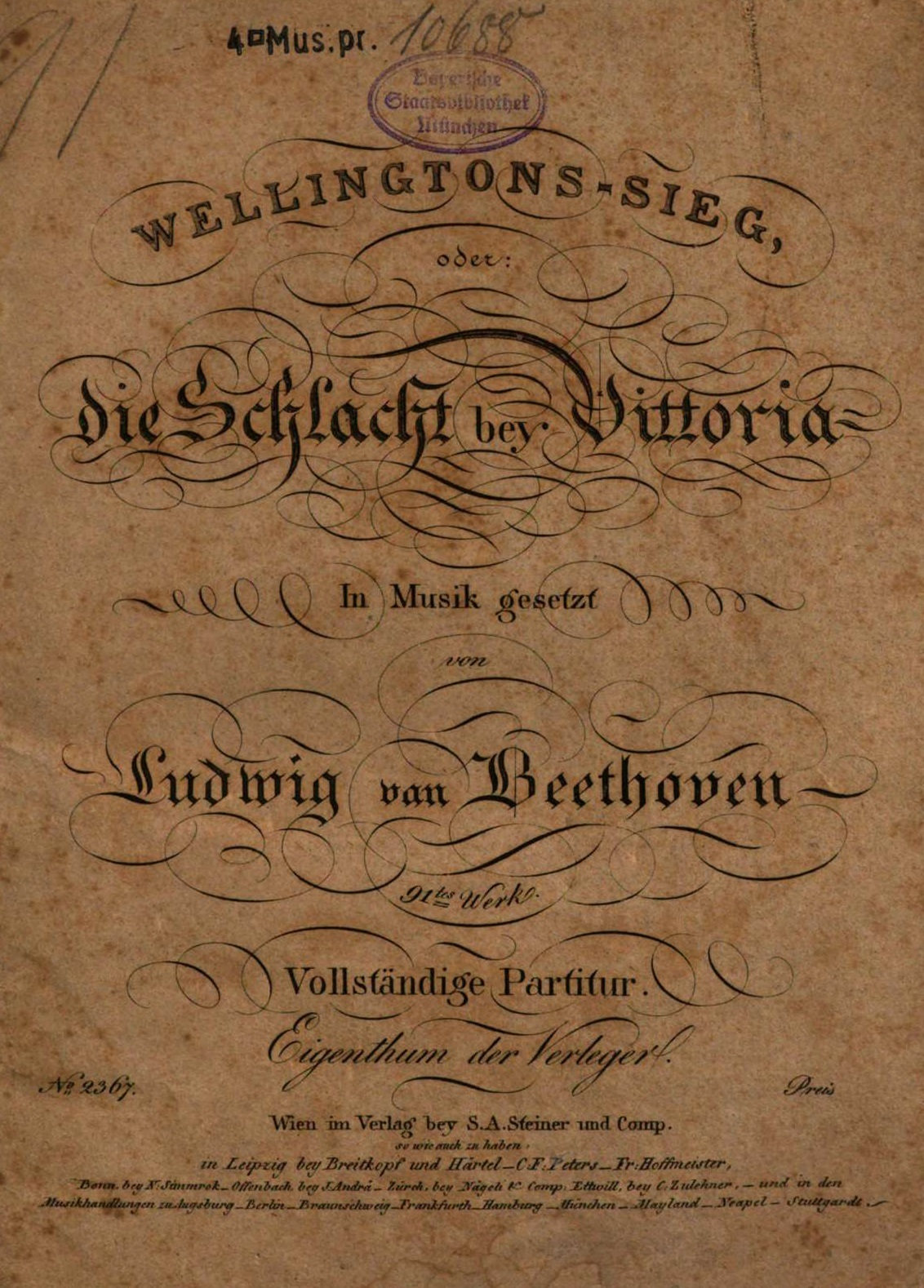
Partitura de A Vitória de Wellington.

A Vitória de Wellington ou, A Batalha de Vitoria (em alemão:  Wellingtons Sieg oder die Schlacht bei Vittoria), ópera 91, é uma obra orquestral de Luadwig van Beethoven composta em 1813 para celebrar a vitória das tropas britânicas, portuguesas e espanholas, comandadas pelo Duque de Wellington Arthur Wellesley, sobre o exército francês nos arredores da cidade de Vitoria-Gasteiz em 21 de junho desse mesmo ano.

## Obra
A duração de execução da obra é de em torno de 15 minutos. Beethoven introduziu dois temas populares: Malbrough vai à guerra (transformado em Marlbrough s'en va-t-en guerre) para simbolizar a França, Rule Britannia e God Save the King para simbolizar a Inglaterra. Esta é a única série de concertos conhecida por desempenhar a peça com o conjunto completo de 193 canhões ao vivo: a tecnologia moderna tem permitido ser tocado usando dispositivos de disparo eletrônicos, operados pelo percussionista da orquestra.